# 세바구니의 행복
《세바구니의 행복》은 한국방송공사의 시트콤이다.

## 출연진
- 최상학
- 김유리
- 김희선
- 강호동
- 서경석
- 노희지
- 최정
- 강민규
- 서재경
- 윤동원
- 김시원
- 신주리
- 진재영
- 김민종
- 임창정
- 안재모
- 이훈
- 차태현
- 김규리
- 김소연
- 박채림
- 이병헌
- 추은주
- 이제니
- 이의정
- 이재은
- 김동완
- 주현
- 전무송
- 김혜자
- 이칸희
- 하다솜
- 이은주
- 강성진
- 안연홍
- 홍경인
- 김래원
- 한석규
- 심은하
- 김미숙
- 김용선
- 권해효
- 정하완
- 양재희
- 유인촌
- 김린
- 이다도시
- 변소정
- 전유경
- 주한울
- 박지윤
- 이세창
- 박용우
- 홍수현
- 허영란
- 이지훈
- 이동건
- 오유나
- 최정윤
- 최강희
- 최지우
- 최지나
- 하지원
- 강경헌

## 방송 시간
| 방송 채널 | 프로그램        | 방송 기간                        | 방송 시간                               | 방송 분량 |
| --------- | --------------- | -------------------------------- | --------------------------------------- | --------- |
| KBS 2TV   | 세바구니의 행복 | 1998년 2월 22일 ~ 1998년 6월 7일 | 매주 일요일 저녁 5시 55분 ~ 밤 6시 50분 | 1시간     |